# Ravi (Gavorrano)
Ravi (già Ravi di Maremma) è una frazione del comune italiano di Gavorrano, nella provincia di Grosseto, in Toscana.

## Geografia fisica
Il borgo di Ravi è situato sul crinale orientale del Monte Calvo, che separa la valle dell'Ombrone inferiore e del Bruna da quelle minori del Pecora e del Cornia, nella Maremma grossetana.
Ravi è situato a sud-est del capoluogo comunale, dal quale dista circa 3 km.

## Storia
La località sorse durante l'alto Medioevo, quasi certamente durante l'VIII secolo, come possedimento dei vescovi di Roselle, il primo nome era Ravi di Maremma.
Intorno all'anno Mille fu ceduta ai monaci dell'abbazia di Sestinga. Soltanto nel corso del XIII secolo divenne un dominio temporaneo della famiglia Aldobrandeschi; nella seconda metà di questo secolo, infatti, il centro passò nelle mani dei Pannocchieschi.
Nel XV secolo la località di Ravi entrò a far parte della Repubblica di Siena, sotto la cui giurisdizione rimase fino a metà XVI secolo, quando l'intero territorio fu unito al Granducato di Toscana.

## Monumenti e luoghi d'interesse

### Architetture religiose
- Chiesa di San Leonardo, chiesa parrocchiale della frazione, è attestata sin dal XV secolo e presenta modifiche effettuate nei secoli successivi, in modo particolare quelle del 1810, che le conferirono l'aspetto attuale.[3]

- Chiesa di Santa Caterina da Siena, eretta nel 1571, è stata successivamente sconsacrata e adibita a magazzino ed autorimessa nel 1930.[4]

- Cappella del Nuovo Inguardio, piccola cappellina a servizio della località di Bivio di Ravi.

### Architetture militari
- Castello di Ravi, ricordato già in un documento del 784, si presenta oggi come inglobato in strutture murarie di edifici posticci, e ne è individuabile il perimetro di forma circolare. Tra i vari edifici addossati alla struttura ne è riconoscibile uno in pietra con base a scarpa che sporge da sud-est, forse l'antico cassero.[5]

### Altro
- Monumento ai caduti, in ricordo dei caduti di tutte le guerre, è situato nella piazza centrale fuori dal centro storico.

- Miniera di Ravi Marchi, un tempo sfruttata per le risorse del sottosuolo. La miniera, facente parte del Parco minerario naturalistico di Gavorrano, è stata oggetto di lavori di ristrutturazione tra il 2003 e il 2012.

## Società

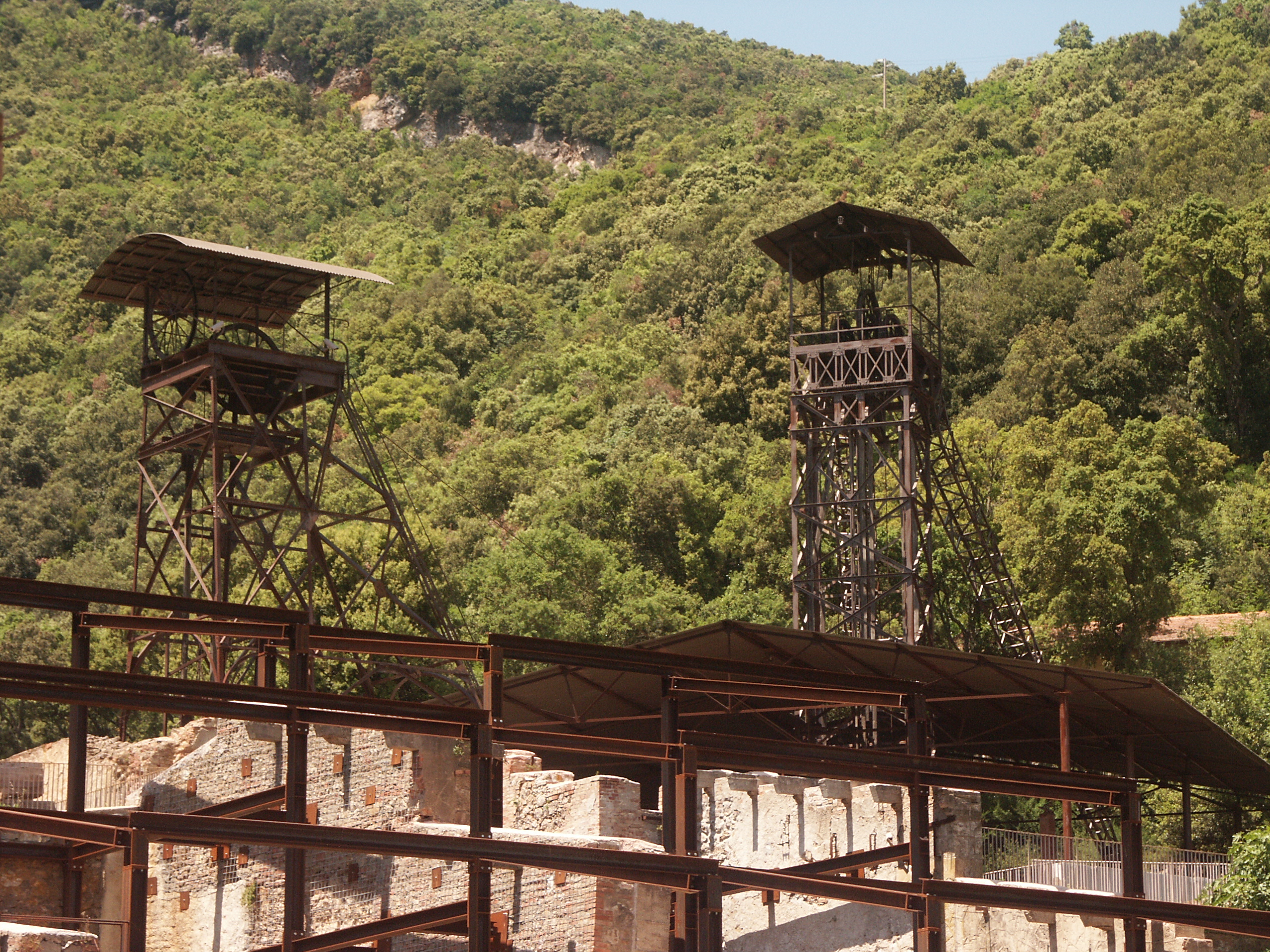
Miniera di Ravi Marchi

### Evoluzione demografica
Quella che segue è l'evoluzione demografica della frazione di Ravi. Sono indicati gli abitanti dell'intera frazione e dove è possibile la cifra riferita al solo capoluogo di frazione. Dal 1991 sono contati da Istat solamente gli abitanti del centro abitato, non della frazione.
| Anno | Abitanti | Abitanti       |
| Anno | Frazione | Centro abitato |
| ---- | -------- | -------------- |
| 1640 | 163      | -              |
| 1745 | 142      | -              |
| 1833 | 309      | -              |
| 1845 | 352      | -              |
| 1921 | 1 392    | -              |
| 1931 | 1 973    | -              |
| 1961 | 1 656    | 762            |
| 1981 | 887      | 394            |
| 2001 | -        | 263            |
| 2011 | -        | 245            |

## Geografia antropica
Il territorio della frazione è composto da un centro abitato principale, il paese di Ravi (209 m s.l.m., 245 abitanti), posto sul crinale montuoso, e dal centro abitato di Bivio di Ravi (57 m s.l.m., 289 ab.), che invece si sviluppa a valle lungo la vecchia statale Aurelia.
Altre località minori sono quelle di Fonte Brizzi (110 m s.l.m., 22 ab.), Miniera Marchi (206 m s.l.m., 34 ab.), Casettino Dani, La Cantoniera Bivio e Nuovo Inguardio.

## Sport
Dal paese sono numerosi i sentieri di macchia che percorrono tutta la zona, particolari quelli che giungono alla vetta del Monte Calvo dalla quale si gode di un eccellente panorama. Sulle pareti di questo monte è possibile praticare l'arrampicata essendo stata chiodata di recente una falesia, con vie di difficoltà che vanno dal 4c al 7a.